# Cunedagio
Cunedagio ([[in gallese Kynedda]], ... – ...; fl. IX secolo a.C.) fu un leggendario sovrano dei britanni, secondo  Goffredo di Monmouth.
Era figlio di Envino, duca di Cornovaglia, e di Regan, figlia di re Leir.
Cunedagio, nipote di Leir, contestò il regno della zia Cordelia con l'aiuto del cugino Margano, duca di Alba. Cordelia si suicidò e tra i due cugini scoppiò la guerra civile, che si concluse con la vittoria di Cunedagio, che divenne così l'unico sovrano della Britannia, su cui regnò per 33 anni. A lui successe poi il figlio Rivallo.